# Bambuco
El bambuco un ritme típic colombià en un compàs de 3/4 o de 6/8 (o alternats) i lletra escrita en octosílabs.

## Origen etimològic del terme
No hi ha dades documentals del bambuco anteriors al segle xix, perquè es transmetia de forma oral, sent una música heretada dels inques, que solien interpretar-lo mentre feien ceràmica; a aquesta conclusió s'ha arribat degut al fet que la paraula bambuco deriva etimològicament dels mots quítxues wampu (canoa, bassa) i puku (atuell) donant lloc a wampu puku (atuell en forma de canoa), que a l'arribada dels conquistadors davant la falta d'aquests d'entendre bé la pronunciació es va convertir en: wampuku i després en bambuco que és com es pronuncia actualment. Nogensmenys, existeix la controvèrsia per un altre possible significat: segons altres opinions ku es refereix al possessiu, cosa que voldria dir que la paraula bambuco derivaria de wampu ku és a dir, canoers, el què implicaria que eren els canoers indígenes quítxues de Colòmbia els que van inventar el bambuco.

## Qualitats d'aquest ritme i aportacions ètniques
El bambuco es pot cantar tocar i interpretar instrumentalment. El seu origen es troba a la regió andina colombiana i és fruit de la barreja de diverses danses provocades per la mescla racial a la qual va haver lloc en el continent després de l'arribada dels espanyols.
Encara que en realitat en aquesta dansa van predominar elements de tipus indígena en els seus primers orígens, després li van anar aportant diversos elements els altres grups racials que en si no van passar més que d'un 10% la qual després els seus descendents mestissos la van seguir usant.

## Bambuco i nacionalitat
El ritme va acompanyar les tropes de Simón Bolívar en tots els seus viatges, en cerca i en la lluita per assolir la independència dels territoris, doncs la tropa era en la seva gran majoria de Nova Granada.

## Característiques
Dansa de ritme moderat en un compàs de ¾ o de 6/8 (o alternats) lletra escrita en octosílabos que resisteix a la seva traducció rítmica i de l'estructura musical arran de la seva sincopa cíclica que apareix en cada 2 compassos, les melodies consten d'una o dues o tres parts d'acord amb el poema, el seu pas en la forma de ball és col·locant un peu davant de l'altre que aquesta recolzat en la puntera fent-lo relliscar en aquesta posició i retrocedint en un petit salt.